# Божановичи
Божановичи (серб. Божановићи / Božanovići) — деревня в Боснии и Герцеговине, расположенная в общине Калиновик Республики Сербской. Население деревни: 66 человек (сербов) по состоянию на 1992 год. Деревня известна тем, что там родился известный сербский генерал Ратко Младич.